# Han van der Vegt
Han van der Vegt (Utrecht, 1961) is een Nederlandse dichter, kinderboekenauteur en vertaler. 

## Biografie
Van der Vegt debuteerde in 1984 met het korte verhaal De wandelaar (Slibreeks). Als dichter debuteerde hij in de jaren tachtig in literair tijdschrift De Held. In jaren negentig publiceerde hij veel gedichten in Parmentier. Hij bekwaamde zich gaandeweg in het uit het hoofd leren van zijn eigen werk, waarmee hij bij een groeiend aantal optredens steeds meer bewondering oogstte. In 1996 verscheen bij Uitgeverij IJzer zijn eerste vertaling, Ezeltje West, brieven van Virginia Woolf aan Vita Sackville-West. Zijn debuutbundel Oker verscheen in 1993, in 1999 Pilonder (beide bij IJzer) en in 2004 de bundel Ratel & Experimenten bij Uitgeverij Holland. Exorbitans, Van der Vegts epische ‘ruimteopera’, verscheen in 2006 in de Contrabasreeks bij  BnM uitgevers. Het gedicht werd in 2010 ook op CD uitgebracht, met muziek van Jan Frans van Dijkhuizen. In 2007 werd in De Gids het 33 pagina’s tellende epos 'De paladijnen' gepubliceerd. Een bundel met relatief korte gedichten getiteld De zeilen van de aarde verscheen in 2010 bij Uitgeverij Meulenhoff. Uitgeverij Wereldbibliotheek bracht in 2015 de bundel Navigatiesystemen: Zes gedichten voorbij de menselijkheid uit. Daarin is ook opgenomen het gedicht 'De paladijnen.' De bundel gaat vergezeld van een CD met een opname van het gedicht 'Wormgoor' door Van der Vegt, met opnieuw een muzikale soundscape van Jan Frans van Dijkhuizen. Van der Vegts sciencefictionroman over Julius Caesar getiteld Een fellere zon, verscheen in 2022 bij Uitgeverij Wereldbibliotjheek. Zijn meest recente bundel, Bouwdoos, verscheen in 2024, eveneens bij Wereldbibliotheek. Deze bundel werd geselecteerd voor de shortlist van de Grote Poëzieprijs 2025. 
Van der Vegt heeft na Ezeltje West veel (literaire) vertalingen gepubliceerd, waaronder Tyfoon van Joseph Conrad (Uitgeverij IJzer, 2000), een biografie van Arthur Rimbaud, gedichten van Seamus Heaney (District en Circle, Uitgeverij Meulenhoff, 2013, met Onno Kosters), Derek Walcott (Omeros, Uitgeverij Bananafish, 2017) en W.H. Auden (Tijdelijke helden, Uitgeverij van Oorschot, 2024). Een drietal kinderboeken verscheen van zijn hand, alle bij Uitgeverij Gottmer: Het rode ei, Het zwarte ei en Ridder Lot en ridder Lans.
In het werk van Van der Vegt zijn veel invloeden te bespeuren. Die van de klassieke epische dichters, Homerus, Vergilius, Ovidius, springen eruit, maar ook het werk van bijvoorbeeld Lord Byron (Childe Harold’s Pilgimage, Don Juan) klinkt door in zijn lange, vaak epische gedichten. Van der Vegt toont in zijn werk ook een bijzondere belangstelling voor technologie en sciencefiction.